# Growl (canção)
Growl (em coreano:  으르렁; chinês: 咆哮) é o primeiro single da versão repaginada do primeiro álbum de estúdio do grupo masculino sino-coreano Exo, XOXO. Disponível em coreano e mandarim, a canção foi lançada oficialmente como single digital em 5 de agosto de 2013, sob o selo da gravadora SM Entertainment. Seus dois vídeos de musicais foram revelados através do YouTube em 1 de agosto de 2013, às 12:00AM KST.
Composta por Hyuk Shin, DK, Jordan Kyle, John Major, e Jarah Gibson, "Growl" é uma canção dance-pop com influências do R&B contemporâneo e funk. Inspirada pela letras do single anterior do grupo, "Wolf", a letra de "Growl" fala sobre o protagonista masculino, personificado como um lobo, que "rosna" para outro lobo que pretende perseguir sua namorada.
"Growl" foi acompanhada por vários vídeos musicais, com duas versões diferentes de cada língua. A primeira versão foi um one shot music video, com a realização de 360 graus da coreografia da música.
"Growl" atingiu o pico de número três no gráfico Billboard Korea K-Pop Hot 100 e número dois no Gaon Singles. A canção também atingiu o número um na maioria das principais paradas para download da Coreia do Sul, e ficou no top cinco por três semanas consecutivas. "Growl" é uma das canções de maior sucesso do EXO nas paradas musicais e programas musicais da Coreia do Sul, recebendo um total de catorze troféus em seu período promocional.
A canção ganhou o Canção do Ano no 2013 MelOn Music Awards e 2013 KBS Music Festival.

## Antecedentes e lançamento
Em julho de 2013, a SM Entertainment anunciou a reedição de XOXO, que contém três faixas adicionais. "Growl" foi confirmado para ser o primeiro single do álbum repackaged.

### Vídeo musical
Em 26 de julho, dois teasers para o vídeo musical de "Growl" foram revelados online. O single vazou prematuramente na internet em 27 de julho, quando um vídeo do grupo praticando a versão em coreano da canção foi compartilhado em diversos sites de compartilhamento de vídeos. Dois vídeos para o single, um em coreano e outro em mandarim, foram lançados online em 1 de agosto de 2013 às 12:00 a.m. KST. Uma segunda versão dos vídeos foram oficialmente enviados para o YouTube em 20 de agosto.
A SM Entertainment confirmou que vários vídeos diferentes foram planejadas para a canção. A primeira versão foi revelado um one shot music vídeo, com os membros dançando em um armazém abandonado. O vídeo foi filmado com um tom cinza.

## Promoção
EXO fez seu comeback no M! Countdown em 1 de agosto de 2013. As apresentações do grupo foram seguidas por Music Bank em 2 de agosto, Show! Music Core em 3 de agosto, The Music Trend em 4 de agosto, e Show Champion em 7 de agosto.

### Vitórias em programas musicais
| Canal     | Programa         | Numero de vitórias |
| --------- | ---------------- | ------------------ |
| MBC Music | Show Champion    | 3                  |
| Mnet      | M! Countdown     | 3                  |
| KBS 2TV   | Music Bank       | 2                  |
| MBC       | Show! Music Core | 3                  |
| SBS       | The Music Trend  | 3                  |

## Desempenho nas paradas
| Gráfico (2013)                         | Melhores posições |
| -------------------------------------- | ----------------- |
| Gaon Singles chart                     | 2                 |
| Gaon Monthly Singles chart             | 2                 |
| Gaon Yearly Singles chart              | 56                |
| Gaon Local Singles chart               | 2                 |
| Gaon Streaming Singles chart           | 1                 |
| Gaon Download Singles chart            | 2                 |
| Gaon Background Music chart            | 3                 |
| Gaon Mobile Ringtone chart             | 5                 |
| Gaon Karaoke chart                     | 3                 |
| Billboard K-Pop Hot 100                | 3                 |
| Billboard K-Pop Hot 100 Year-end chart | 19                |

| Gráfico (2013)                           | Melhores posições |
| ---------------------------------------- | ----------------- |
| Baidu Weekly Music Chart                 | 7                 |
| Baidu Weekly Music Chart                 | 18                |
| Gaon Singles chart                       | 82                |
| Gaon International Singles chart         | 2                 |
| Gaon Monthly International Singles chart | 26                |
| Gaon Download Singles chart              | 93                |